# Hercus rufithorax
Hercus rufithorax är en stekelart som beskrevs av Gupta 1984. Hercus rufithorax ingår i släktet Hercus och familjen brokparasitsteklar. Inga underarter finns listade i Catalogue of Life.